# Aktionsforschung
Die in den Soziologie gebräuchlichen Begriffe Handlungs- und Aktionsforschung sind synonyme Übersetzungen des von Kurt Lewin geprägten Begriffs action research. Er wollte als Kritik an einer rein experimentellen Sozialpsychologie eine Wissenschaft begründen, deren Hypothesen praxisnah sind und deren Implikationen zu Veränderungen im Sinne einer Problemlösung führen. Mit ihrem expliziten Handlungsgebot sollte die Aktionsforschung ein Gegenentwurf zur auftrags- und verantwortungsfreien Wissenschaft sein, der nach Auffassung Lewins die Entfremdung von Theorie und Praxis aufheben würde.

## Entstehung und Verbreitung
Die Aktionsforschung hat sich, obwohl ursprünglich ausschließlich in der Sozialpsychologie angesiedelt, über mehrere Generationen von Forschern in eine Vielzahl von Bereichen (Managementlehre, Pädagogik, Sozialforschung, Entwicklungszusammenarbeit, Psychosoziale Arbeit usw.) aufgefächert. Sie inspirierte Konzepte wie die Organisationsentwicklung, die angewandte Anthropologie, den Action-Learning-Ansatz oder die Arbeit des Tavistock-Instituts. Noch bevor es den Begriff als solches gab, wurden bereits wissenschaftliche Projekte durchgeführt, die Elemente der Aktionsforschung beinhalteten. Ein Beispiel hierfür ist die bekannte Marienthalstudie.
Sie taucht insbesondere innerhalb interdisziplinärer Projekte in den Sozialwissenschaften und der Arbeitssoziologie auf. Innerhalb der Psychologie selbst findet sie kaum noch Anwendung.

### Die erste Generation der Aktionsforschung
Der Begriff action research geht vermutlich auf den Beauftragten der US-amerikanischen Regierung für Indianerfragen, John Collier, zurück. Er arbeitete von 1933 bis 1945 an der Verbesserung der Beziehungen mit den Ureinwohnern und versuchte, dieses Ziel durch eine enge Kooperation mit den betroffenen indigenen Stämmen mittels einer Strategie der gemeinsamen Problemfeststellung, -analyse und -bearbeitung zu erreichen, die er als „action research“ bezeichnete.
Kurt Lewin, der einen Lehrstuhl am Massachusetts Institute of Technology innehatte, griff diesen Ansatz auf und gab ihm als action research im Jahr 1944 eine programmatische Fassung. In der Literatur taucht sein Konzept erstmals in einem Artikel aus dem Jahr 1946 mit dem Titel Action Research and Minority Problems auf. Darin beschreibt er action research als vergleichende Forschung, die sich mit den Effekten zahlreicher Formen von sozialer Intervention sowie der Erforschung sozialer Veränderung widmet. Dabei beschrieb er die Methodik als eine sich wiederholende Spirale von drei Schritten: (1) Planung, (2) soziale Intervention im Feld und (3) Reflexion über die Resultate der Intervention.
Zwischen 1948 und 1950 führte das Tavistock Institute in der Glacier Metal Company ein Aktionsforschungsprojekt durch, dessen Ziel die Verbesserung der Mitarbeitermotivation und der Zusammenarbeit war. Dies führte unter anderem zu mehr Mitsprache der Mitarbeiter im Betriebsrat.

### Die zweite Generation der Aktionsforschung
Ende der sechziger, Anfang der siebziger Jahre verlieh eine zweite Generation von Aktionsforschenden in Großbritannien und schließlich Australien der Aktionsforschung einen gesellschaftskritischen Impetus, der in Europa zunehmend Befürworter fand. Aktionsforschende stellten dabei in den Vordergrund, dass sozialwissenschaftliche Forschung immer schon normativ sei und die Forschenden im Bewusstsein ihrer sozialen Bedingtheiten ihre Arbeit als emanzipatorisch und politisch begreifen müssen. In Deutschland griffen vor allem Pädagogen, Soziologen und Psychologen die Ansätze auf, um eine Alternative zu Forschungsstandards wie Objektivität und Neutralität innerhalb der Sozialwissenschaften zu generieren, waren diese doch länderübergreifend immer stärker in die Kritik geraten. Einerseits wurde eine zunehmende Loslösung und Abkopplung der Sozialwissenschaften von der sozialen Realität des Forschungsfeldes bemängelt. Aktionsforscher beobachteten also, dass sich die Sozialwissenschaften paradoxerweise von ihrem eigenen Gegenstand distanzierten. Andererseits beobachteten sie, dass die Sozialwissenschaften durch den Anspruch auf Neutralität ein implizites Bündnis mit den sozialen Mächten und Definitionshoheiten eingingen, das gesellschaftliche Strukturen nicht verändere, sondern affirmiere und reproduziere.

### Die dritte Generation der Aktionsforschung
Eine dritte Generation der Aktionsforschung prägten schließlich Sozialarbeiter, Theologen und Pädagogen im Geiste sozialer Bewegungen in Lateinamerika und Afrika, die im englischsprachigen Ausland sowie besonders in Skandinavien immer stärker an Bedeutung gewann: participatory action research. Der durch Praktiker wie Paulo Freire, Orlando Fals Borda, Rajesh Tandon, Anisur Rahman und Marja-Liisa Swantz entwickelte Ansatz setzt auf eine Verbindung von Wissenschaft und sozialem Engagement.  Die Partizipation der Forschenden an sozialen Projekten war dementsprechend namensgebend für den Ansatz der participatory action research. Diese sollte ein Bewusstsein sozialer Veränderbarkeit entwickeln, das Paulo Freire „conscientizacao“ nannte. Indem die Menschen verstehen, inwiefern ihre sozialen Praktiken durch materielle, soziale und historische Umstände begründet sind, so die Hoffnung, bekommen sie eine neue Perspektive auf mögliche Wege der Transformation der jeweiligen Umstände, die sie durch ihr tägliches Handeln produzieren und reproduzieren.
Diese Ausrichtung sozialwissenschaftlicher Forschung hat zur Folge, dass aus dem Verhältnis von Forschenden und Beforschten eine auf gemeinsame Aktion und Reflexion ausgerichtete Beziehung in der Zusammenarbeit von Forschern und zu Co-Forschern ausgebildeten Subjekten entsteht. Eine Arbeitsbeziehung, die dem bereits von Lewin konzipierten zyklischen Forschungsverlauf folgt: Die Projektplanung geht in konkrete Handlung über, die gemeinsam beobachtet und ausgewertet wird und schließlich zu einer erneuten Planung führt, die weitere Aktionen anstößt. Ziel des Forschungsprozesses ist Realitätshaltigkeit und Transparenz, Praxisrelevanz und Interaktion; eher sekundär, falls überhaupt, wird die Generalisierbarkeit von Ergebnissen angestrebt.

## Ziele und Verfahren
Ziel der Aktionsforschung ist es, an konkreten Problemen aus der Praxis anzusetzen und direktes soziales Handeln zu ermöglichen, um diese zu beheben. Die Beziehung zwischen Forscher und Betroffenen zeichnet sich durch symmetrische Kommunikationsstrukturen aus. Denn eine Forschung, die nichts anderes als Bücher hervorbringe, nütze dem Individuum nicht.
Die Aktionsforscher Stephen Kemmis und Mervyn Wilkinson haben insgesamt sechs Hauptaspekte identifiziert, die Aktionsforschung ausmachen. Diese überlappen sich in großen Teilen mit den Ausführungen anderer Forscher.
- Aktionsforschung ist prozessorientiert. Der Forschungsprozess ist selbst eine Einübung demokratischer Beteiligung und daher unter Umständen wichtiger als seine Ergebnisse. Von Interesse sind hierbei allerdings auch die Prozesse, in denen alle Beteiligten ihre eigene Individualität ausbilden.
- Aktionsforschung ist ein Dialog zwischen Wissenschaftlern und Praxisakteuren. Sie lässt insbesondere jene zu Wort kommen, die bisher sprachlos sind. Daher soll sie auch auf die aktive Partizipation aller Beteiligten ausgerichtet sein.
- Aktionsforschung ist emanzipativ. Die beteiligten Praxisakteure sollen in die Lage versetzt werden, eine als problematisch wahrgenommene Situation eigenständig zu verändern.
- Aktionsforschung ist praxisorientiert. Akteure sollen ein tieferes Verständnis dafür entwickeln, wie zwischenmenschliche Kommunikation und Organisation in einem bestimmten Feld ablaufen.
- Aktionsforschung ist kritisch gegenüber dem Bestehenden und praktiziert daher die Einheit von Erkennen und Verändern. Sie hat das Ziel, ungleiche Machtverhältnisse aufzuzeigen und aufzuheben.
- Aktionsforschung bedeutet kollektive Selbstreflexion – nicht nur der Wissenschaftler, sondern auch der Praxisakteure untereinander und mit den Wissenschaftlern.

## Aktionsforschung in verschiedenen wissenschaftlichen Disziplinen

### Pädagogik und Didaktik
Besonders geeignet für Aktionsforschung erscheint die Pädagogik und die Didaktik und hier hauptsächlich die Methodik: durch die intensive Zuwendung zum Forschungsgegenstand „Unterricht“ wird die Praxisrelevanz der Ergebnisse im Vergleich zu hermeneutischen Verfahren stark erhöht. Die meisten Forschungsprojekte, die sich der Aktionsforschung verschrieben und einen erziehungswissenschaftlichen Hintergrund hatten, fanden während der Bildungsreform der 1960er- und 1970er-Jahre statt. Sie hatten oft das Ziel, die Zusammenarbeit von Lehrenden und Lernenden in schulischen Kontext zu verbessern. Obwohl eine ganze Anzahl von empirischen Untersuchungen zu durchaus ermutigenden Ergebnissen gelangt, stehen Meta-Studien zu den Wirkungen von Aktionsforschung im schulpädagogischen bzw. didaktischen Feld derzeit noch aus. Einzelne Projekte können durchaus Erfolge aufweisen, während andere gewissermaßen im Reflexionsprozess „steckenblieben“.

### Sozialwissenschaft

#### Allgemein
Eine 1993 durchgeführte Umfrage zum aktuellen Stand der Aktionsforschung ergab, dass dieses Konzept aus der deutschsprachigen sozialwissenschaftlichen Debatte praktisch verschwunden war. Gründe waren der Schwerpunkt auf die Umsetzung von Forschungsvorhaben anstelle der theoretischen Weiterentwicklung, desillusionierende Berichte über konkrete Projekte, die mangelnde internationale Vernetzung und die Entwicklung qualitativer Forschungsmethoden seit Ende der 1970er Jahre.

#### In der Arbeitswelt
Kurt Lewin emigrierte 1933 in die USA und begann dort ab 1939, an der Lösung sozialer Konflikte zu arbeiten, zunächst in Zusammenarbeit mit der Harwood Textilfabrik in Virginia, später in experimentellen Gruppen. Er widmete sich besonders praktischen und theoretischen Fragen der Gruppendynamik und entwickelte dabei erste Elemente und Verfahren der Aktionsforschung.
Obwohl Lewin als Vater der Aktionsforschung gilt, nahm diese auf die Arbeitswelt bezogen erst nach 1950 ihren Aufschwung. Dies geschah besonders in England und danach in Skandinavien. In großen nationalen Aktionsforschungsprogrammen wie „Industrial democracy in Norwegen“ oder „Leadership, Organization, Medbestämmande (LOM)“ in Schweden wurden Aktionsforschungsansätze erprobt.
In Deutschland hat Aktionsforschung in der Arbeitswelt bis in die 1970er Jahre hinein praktisch und theoretisch keine Rolle gespielt. Ein erster Impuls zu betrieblichen Aktionsforschungsprojekten ist mit der frühen Phase des Aktionsprogramms „Forschung zur Humanisierung des Arbeitslebens (HdA)“ Mitte der 1970er Jahre gesetzt worden. Trotz seines Namens war das HdA-Programm insgesamt kein Aktionsforschungsprogramm entsprechend der englischen und skandinavischen Tradition, da die Aktionsforschung im deutschsprachigen Raum eine eher kapitalismuskritische Note erhielt. Das HdA-Programm bot vielfache Möglichkeiten, mehrjährige Aktionsforschungsprojekte erstmals in Deutschland zu finanzieren und durchzuführen. Beispiele hierfür sind:
- Peiner AG Beteiligungsprojekt von Werner Fricke
- das Projekt zur Gruppenarbeit von Eberhard Ulich bei VW Salzgitter
- beim Kraftfahrzeugbundesamt Flensburg von Friedrich Weltz
- die Beteiligungsprojekte bei Opel Hoppmann, Siegen, unter der Leitung von Fritz Vilmar
- Hoesch-Stahl AG unter Rainer Lichte (1944–2023) von der Sozialforschungsstelle Dortmund

In den 1980er Jahren wurde es schwieriger, Aktionsforschungsprojekte aus dem Humanisierungsprogramm und seinem Nachfolgeprogramm „Arbeit und Technik“ zu finanzieren. Inzwischen wurde die Debatte um Aktionsforschung im Arbeitsleben durch die vielfachen betrieblichen Restrukturierungen im Zuge der Globalisierung von Arbeit und Wirtschaft wieder aufgenommen. So hat diese unter anderem die Produktion qualitativ neuer arbeitswissenschaftlicher Erkenntnisse und Verfahren für die menschengerechte Arbeitsgestaltung zum Ziel.

## Problematiken
Der grundsätzliche Ansatz der Aktionsforschung besteht darin, in einem aktiv vom Forschenden selbst gestalteten Veränderungsprozess mit wissenschaftlicher Methodik und Reflexion Erkenntnisse zu sammeln und festzuhalten. Dieser Ansatz widerspricht klassischen Konzepten von Forschung, bei denen Forscher sich auf eine beobachtende Rolle beschränken, um möglichst auszuschließen, dass die dokumentierten Ergebnisse nicht erst durch die Beobachtung selbst zustanden kommen bzw. verfälscht werden. Das bedeutet, dass der Aktionsforschung schon konzeptionell das wissenschaftstheoretische Problem anhaftet, dass die Ergebnisse durch die Erforschung selbst beeinflusst sind. Da Aktionsforschung zudem partizipativ ausgelegt ist, sind außer den Forschenden auch die „Beforschten“ in die wissenschaftliche Reflexion der Forschung miteingebunden. In einer solchen Konzeption muss davon ausgegangen werden, dass die Ergebnisse des Forschungsprozesses wesentlich durch die Reflexionsphasen beeinflusst sind und ohne diese nicht zustande gekommen wären. Erkenntnisse aus der Aktionsforschung gelten dementsprechend nur für den jeweils untersuchten Fall und sind nicht verallgemeinerbar. Da Aktionsforschung aber die Transformation sozialer Praktiken und weniger die Produktion verallgemeinerbaren Wissens zum Ziel hat, wird dieser Umstand von Befürwörtern der Methode als vernachlässigbar angesehen.
Der Aktionsforscher Heinz Moser fragte Ende der 1970er Jahre, was nun jedoch der konkrete Inhalt solcher gemeinschaftlicher Aktions-Reflexions-Prozesse ist und welchen Dilemmata sie eventuell mit sich bringen. Er verwies darauf, dass die Subjekt-Werdung, an der Aktionsforscher sehr interessiert seien, bereits eine Abstraktion historisch-gesellschaftlicher Verhältnisse darstelle. Diese Abstraktion würde nur unzureichend in die soziale Praxis übersetzt werden, so dass der Aktions-Reflexions-Prozess auf die Handlungen im Hier und Jetzt reduziert werde und die Gefahr eines verschwiegenen Induktivismus bestehe, der auf eine scheinbare Unmittelbarkeit setzt, welche vergisst, dass alle unsere Erfahrungen durch Erwartungshorizonte vorstrukturiert sind. Aus diesem Grund sieht sich die Aktionsforschung mit dem Vorwurf einer Untertheoretisierung konfrontiert.